# I Rule the Night
I Rule The Night är en singel från The Poodles senaste album Clash of the Elements, som gavs ut 2009. Den är femte spåret på albumet. Låten har framförts på Nyhetsmorgon och Babben & Co. Låten är skriven av Jakob Samuel (sångaren i The Poodles) och Jonas Reingold, samt en viss Johnson (okänd). Låten slutar med ett litet solo från Henrik Bergqvist.

## Medverkande
- Jakob Samuel - sång
- Henrik Bergqvist - gitarr & bakgrundssång
- Christian Lundqvist - trummor
- Pontus Egberg - bas & bakgrundssång